# Wittelsbacher Hausunion
Die Wittelsbacher Hausunion war ein Hausvertrag des Adelsgeschlechtes Wittelsbach, der am 15. Mai 1724 geschlossen wurde und sich vor allem auf die Erbfolge in dessen (katholischen) weltlichen und kirchlichen Fürstentümern bezog. Im Einzelnen waren beteiligt: Maximilian II. Emanuel von Bayern, der Erzbischof von Köln Clemens August I. von Bayern, Karl III. Philipp von der Pfalz und der Erzbischof von Trier Franz Ludwig von Pfalz-Neuburg, der pfälzische Erbprinz Joseph Karl von Pfalz-Sulzbach sowie Maximilians Söhne Herzog Ferdinand Maria und Johann Theodor von Bayern Bischof von Regensburg. Die Wittelsbacher Hausunion bestand aus zwei Verträgen: Der erste regelte die wechselseitige Erbfolge in den beiden katholischen Häusern, die gemeinsame Führung des Reichsvikariats und – für den Kriegsfall – die Aufstellung eines gemeinsamen Heeres in einer Stärke von 30.000 Mann. Der zweite aus insgesamt 19 Artikeln bestehende Vertrag umfasste die Einzelheiten zur Verwaltung des Reichsvikariats. Diese Allianz, die insgesamt vier Kurstimmen vertrat, bildete zeitweise ein süddeutsches Gegengewicht zu Habsburg.
Die Wittelsbacher Hausunion war kein singuläres Ereignis, sondern stand in einer Abfolge von Wittelsbacher Hausverträgen. Sie fußte auf dem Hausvertrag von Pavia vom 4. August 1329, in dem sich die oberbayerische Linie der Wittelsbacher in die ältere Linie Pfalz und die jüngere Linie Bayern geteilt hatte. 1490 kam es zu einem Folgevertrag, an den sich noch weitere Hausverträge wie der Disibodenberger Vertrag (1541), der Marburger Vertrag (1543) und der Heidelberger Sukzessionsvertrag (1553) und ein Vertrag im Jahr 1673 anschlossen. Fortgeschrieben wurde die Hausunion in weiteren Hausverträgen in den Jahren 1766, 1771 und 1774.
Die Initiative zur Wittelsbacher Hausunion war ursprünglich von dem pfälzischen Kurfürsten Johann Wilhelm ausgegangen und zielte auf einen Interessenausgleich mit seinem Wittelsbacher Gegenspieler, dem bayerischen Kurfürsten Max II. Emanuel.